# Pierre David (ingénieur)
Pour les articles homonymes, voir Pierre David et David.
 (janvier 2018).
Si vous disposez d'ouvrages ou d'articles de référence ou si vous connaissez des sites web de qualité traitant du thème abordé ici, merci de compléter l'article en donnant les références utiles à sa vérifiabilité et en les liant à la section « Notes et références ».
Pierre Bernard François David, né le 18 octobre 1897 à Limoges (Haute-Vienne) et mort le 9 février 1987 au Chesnay, est un ingénieur français, pionnier des radio-communications et du radar et de son ancêtre français le système de détection électromagnétique (DEM). Il mit au point les barrages David, seuls systèmes de détection électromagnétique français opérationnels au début de la Deuxième Guerre mondiale.

## Biographie
Il est le fils d'Étienne Pierre François David et de Jeanne Marie-Louise Bernard. Marié le 27 décembre 1921 à Jeanne Thevenin, le couple aura six enfants.
Pierre David intègre l'École polytechnique en 1919, entré 21e et en sort diplômé en 1920. En 1928, il est reçu Docteur es Sciences physiques, mention très honorable.

### Carrière
Du début de sa carrière à la veille de la Seconde Guerre mondiale, de 1922 à 1938, Pierre David exerce en tant qu'ingénieur en chef à la Radiotélégraphie Militaire puis au Laboratoire de Radio-électricité. C'est durant cette période qu'il mène la majorité de ses travaux scientifiques, fait ses principales réalisations et acquis la reconnaissance de ses pairs. Pendant les années de guerre, il est successivement et/ou parallèlement conseiller scientifique auprès de la Société des Nations à Genève de 1938 à 1941, conseiller scientifique à la Marine nationale de 1938 à 1942 et auprès de la compagnie des compteurs à Paris de 1942 à 1944. Il accède ensuite à des postes à responsabilité en tant que chef du Laboratoire Radio-Radar de la Marine Nationale de 1944 à 1956, puis conseiller scientifique du Commandement Suprême des Forces Alliées en Europe (programme SHAPE) en 1962 et enfin ingénieur Général des Télécommunications (CR). Sa carrière progressant, on lui confie ensuite des responsabilités administratives et honorifiques, au sein du Groupe d’études no 2 du CCIR (Comité Consultatif International des Télécommunications) de 1948 à 1966, puis en tant que Président du Comité Français de Radioélectricité Scientifique ou Union Radio Scientifique Internationale (URSI) de 1935 - 1948 puis de 1951 à 1952, à la Société Française des Électriciens et des Radioélectriciens (SFER) en 1953, Président puis Président d’Honneur de la section française de l’IEEE (États-Unis) de 1966 à 1968 et enfin Président d’Honneur du Comité Français Radioscientifique.
Tout au long de sa carrière scientifique et administrative et en parallèle de celle-ci, Pierre David ne cesse d'enseigner dans différents établissements et écrit et publie de nombreux ouvrages scientifiques relatifs à ses travaux dans les domaines de l'électronique, la propagation des ondes et la radioélectricité. Il enseigne à l’École Supérieure d’Électricité de 1925 à 1969, à l’Institut Supérieur d’Électronique de Paris et au Conservatoire National des Arts et Métiers de 1930 à 1938, à l’École Nationale Supérieure des Télécommunications de 1936 à 1956, à l’École du Génie Maritime de 1945 à 1953 puis de 1963 à 1969, à l’École Centrale des Arts et Manufactures de 1954 à 1957 et à l’École Centrale de TSF (Breguet).

## Travaux
En France, les recherches dans le domaine du radar, de ses prémices jusqu'à sa maturité opérationnelle atteinte aux environs de la Seconde Guerre mondiale, furent majoritairement animées par Pierre David dans le domaine militaire et par Maurice Ponte et Henri Gutton dans le domaine civil.
Pierre David commence sa carrière dans le domaine des radio-communications aux côtés de René Mesny, dans le cadre de leurs travaux au sein du Laboratoire central de TSF (Télégraphie sans fil), sous la houlette de son fondateur, le Général Ferrié. Pierre David a ensuite l'idée d'appliquer certains procédés du domaine de la TSF à la détection des avions, puis il poursuit ses recherches en explorant des procédés exclusivement électromagnétiques qui donnèrent naissance aux barrages David.
Il est par ailleurs l’auteur de nombreux ouvrages sur la propagation des ondes, leur détection et leur amplification. 

### Ondes métriques appliquées aux radio-communications
En 1921, René Mesny et Pierre David, effectuent une série d'expériences de transmissions entre la tour Eiffel et le clocher de Montjavoult dans l'Oise, sur une distance de 55 kilomètres en utilisant des ondes métriques. Ils refont ces expériences dans la rade de Brest. Ils mettent en évidence les phénomènes d'interférence entre l'onde directe et l'onde réfléchie par le sol ou la mer.
En 1923, René Mesny et Pierre David expérimentent des transmissions avec une longueur d'onde de 1,2 mètre. Ils en font alors une démonstration publique de cette expérimentation qui se distingue à l'époque par la courte longueur utilisée.

### Détection ElectroMagnétique (DEM)
Pierre David a mené dès 1927 les premières expérimentations de détection électromagnétique des avions, et ce en collaboration avec M. René Mesny. Les toutes 1res expérimentations eurent lieu le 30 mars 1927 au Bourget. Elles consistaient à détecter les parasites radioélectriques émis par les moteurs d’avions. Bien que ces expérimentations n'aient pas été totalement concluantes et aient vite montré leurs limites, c'est à l'issue de ces dernières, que Pierre David a exprimé dans un mémorandum sous enveloppe soleau[Quoi ?] daté du 5 juin 1928, un concept très proche du radar moderne qui allait être à l'origine de ses 1ers développements en France. Il y émettait en effet l'idée de « forcer les avions à émettre », en quelque sorte malgré eux, en les prenant dans un faisceau d'ondes courtes.
En 1930, du 1er au 10 avril, Pierre David peut - en présence d'André Maginot - renouveler sa 1re expérience, en enrichissant cette dernière de plus d'outils et de sujets à détecter, et obtient des résultats plus concluants puisque tous les avions furent détectés. Néanmoins, ces expériences basées sur les parasites radioélectriques ne sont pas poursuivies, au profit de la détection électromagnétique dont Pierre David a élaboré le concept dès 1928 dans son mémorandum.
Entre 1934 et 1935, Pierre David démontre à plusieurs reprises le bon fonctionnement de son « barrage », un « dispositif bistatique en onde continue », qui fut en France le 1er détecteur électromagnétique d'avion, capable de détecter le passage d'un avion en donnant une approximation de sa vitesse et de sa direction. Ces tests sont menés d'une part sous le commandement du major Paul Labat dans le cadre de ses fonctions au sein de la SEMT (Section d’Étude des Matériels de Transmission) et d'autre part en soutien de la Marine. Les derniers tests permettent de détecter des avions à 8 000 m d'altitude à une distance de 5 km. En plus d'une détection de présence instantanée, la vitesse de l'avion était connue à ± 10 % et sa direction  à ± 10° moyennant des calculs restitués après un différé de 1 h 30. La maturité de cette technologie lui vaut plusieurs commandes des armées de l’air et de la marine et un déploiement précipité par l’approche de la Seconde Guerre mondiale. 

## Distinctions
Les travaux scientifiques et l'engagement de Pierre David dans les différentes missions qui lui furent confiées sur les terrains militaires, civils, scientifiques ou pédagogiques, lui valurent les distinctions suivantes :
- Croix de guerre 1914-1918 avec 2 citations, 1 étoile d’argent, 1 de bronze
- Chevalier de la Légion d'honneur (réserve) en janvier 1925 pour ses travaux scientifiques et sa conduite durant la guerre
- Prix Bares 1932
- Croix des services volontaires 1937
- Prix Laffite de l’Académie des sciences 1939
- Officier de la Légion d'honneur en 1948
- Chevalier du Mérite Postal en 1954
- Médaille de vermeil de la Société d’encouragement de l’industrie nationale
- Médaille d’or de l’Office National des Recherches et des Inventions
- Prix Manley Bendall de l’Académie de la Marine 1967
- Médaille de la Société française des électriciens et radioélectroniciens
- Fellow de l’IEEE 1968
- Diplôme d’honneur de l’Union Internationale des Télécommunications
- Membre titulaire de l’Académie de Marine 1976

## Publications
- 1926 : Les Filtres électriques, Gauthier-Villars
- 1928 : Contribution à l'étude de l'amplification des ondes radio-électriques courtes, Étienne Chiron
- 1930 : L'électro-acoustique : rapports de l'acoustique moderne et de l'électricité, Librairie scientifique Hermann et Cie
- 1932 : Les Radio-communications modernes, J.-B. Baillière et fils
- 1935 : Les parasites en T.S.F., E. Chiron
- 1935 : Les filtres électriques : théorie, construction-applications, Gauthier-Villars
- 1946 : Cours de radioélectricité générale, tome I, Les lampes amplificatrices, Eyrolles
- 1947 : Le Radar, Eyrolles
- 1948 : Cours de radioélectricité générale, tome IV, Propagation des ondes, Eyrolles
- 1950 : Les Radio-communications, École supérieure d'électricité
- 1951 : Cours de radioélectricité générale, tome III. Livre II, La réception, 5e édition revue et mise à jour, Eyrolles, 1963
- 1952-1957 : Cours de radioélectricité générale, Eyrolles
- 1955 : Propagation des ondes, Eyrolles
- 1957 : Cours de radioélectricité générale, tome II, Tubes amplificateurs et transistors, 5e édition mise à jour, Eyrolles
- 1964 : Les amplificateurs spéciaux, École supérieure d'électricité
- 1965 : Réseaux électriques à réaction, École supérieure d'électricité
- 1968 : Amplificateurs paramétriques, École supérieure d'électricité